# Fleksiv
Et fleksiv er i grammatik et morfem, der fungerer som bøjningsendelse. 

## Eksempler
- I købte er køb ordstammen, og te er fleksiv, bøjningsendelsen for datid. (Han købte et nyt skab).
- I skabe er skab stammen, og e er bøjningsendelsen for flertal, hvis det er et substantiv, og e er bøjningsendelsen for infinitiv (navnemåde), hvis det er et verbum. (Deres skabe var af egetræ. De ville skabe god kunst.)